# Ouragahio
Ouragahio és una ciutat del centre-sud de Costa d'Ivori. És una subprefectura i comuna del departament de Gagnoa a la regió de Gôh, districte de Gôh-Djiboua.
Els futbolistes internacionals amb Costa d'Ivori Wilfried Singo, Serge Aurier, Franck Kessié i Siriki Dembélé van néixer a Ouragahio.
El 2014, la població de la subprefectura d'Ouragahio era de 36.364 habitants.

## Pobles
1. Bodocipa (896)
2. Broudoumé (2 005)
3. Gnaliépa (1 014)
4. Karahi (369)
5. Kpapékou (3 086)
6. Krogbopa (1 564)
7. Mama (2 208)
8. Oundjibipa (1 032)
9. Ouragahio (11 253)
10. Siégouékou (1 802)
11. Zébizékou (1 118)
12. Drayo-Dagnoa (4 841)
13. Izambré (2 242)
14. Kokouezo (908)
15. Nazia (809)
16. Tiépa (1 217)